# One Piece: Yume no Luffy Kaizoku dan Tanjō!
One Piece: Yume no Luffy Kaizoku dan Tanjō! (ONE PIECE 〜夢のルフィ海賊団誕生!〜, , qui peut se traduire par La naissance de l'équipage pirate de rêve de Luffy!) est un tactical RPG inspiré par le manga One Piece. Il est sorti uniquement au Japon, sur Game Boy Color, le 27 avril 2001.

## Histoire
Luffy est un jeune homme qui part en mer pour devenir pirate, mais avant cela, il compte recruter un équipage puis atteindre Grand Line où se trouve le One Piece qui fera de lui le Seigneur des Pirates.
Le jeu reprend l'histoire originale du manga avec quelques variantes, on n'est pas obligé de suivre exactement le même chemin que Luffy (par exemple, on peut affronter Kuro avant Baggy).

## Système de jeu
Le joueur débute dans la ville de Fushia et à chaque île deux destinations s'offrent à vous. Le jeu se déroule seulement dans la partie East Blue du manga donc le jeu prend fin à Red Line qui marque l'entrée de Grand Line.